# Succulente boslanden van Madagaskar
De succulente boslanden van Madagaskar vormen een van Madagaskars zeven ecoregio's en beslaan een gebied van ongeveer 80.000 vierkante kilometer, met dieren en planten die nergens anders ter wereld voorkomen. Succulenten zijn cactussen en andere vetplanten; planten die water kunnen opslaan in hun wortels, stengels, stam of bladeren.

## Ligging en klimaat

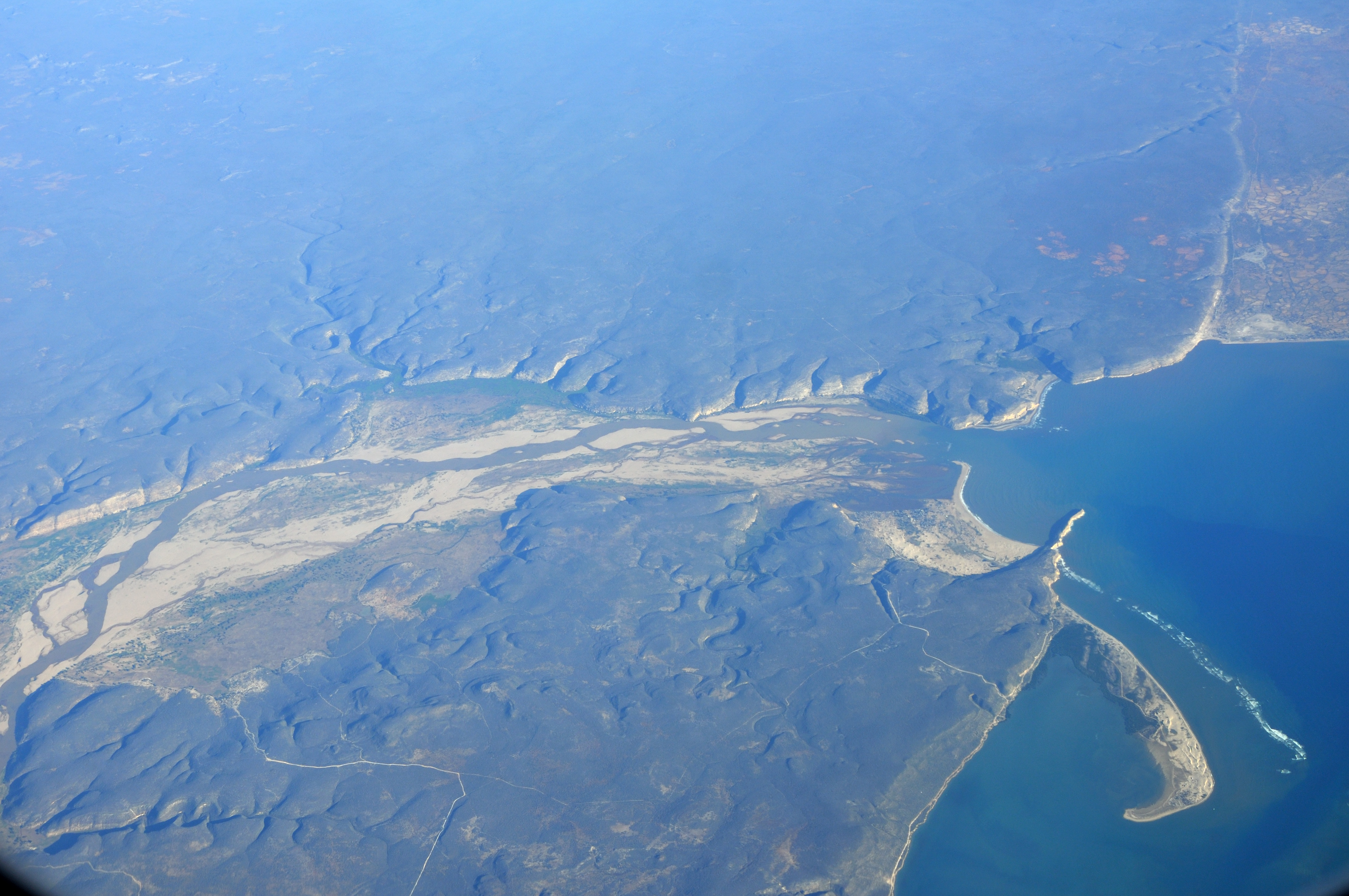
Luchtfoto van het Andranomenareservaat, een van de reservaten in de ecoregio

De ecoregio ligt in het zuidwesten en het centrale westen van het eiland en bestaat uit een mozaïek van succulente begroeiing afgewisseld met droge wouden. Ten noorden van de succulente boslanden groeien de droge loofbossen van Madagaskar en ten zuiden ligt de ecoregio van het doornig struikgewas, ook wel bekend als de spiny forests. De succulente boslanden zijn een overlap van deze twee ecoregio's en bevat typen vegetatie van beide gebieden. Tot voor kort werd de succulente boslanden gerekend tot de ecoregio van de droge loofbossen, maar het gebied onderscheidt zich te veel van andere ecoregio's, zodat het nu als een aparte ecoregio wordt gezien.
De bodem van het westelijk deel van de ecoregio bestaat aan de kust voornamelijk uit zand en landinwaarts uit kalksteen en zandsteen. In het zuidelijke deel is de bodem soms ook rotsachtig. Het terrein van de ecoregio is vrij vlak, hier en daar zijn er enkele rotspartijen met diepe valleien. In de ecoregio ontspringen de rivieren de Taheza, de Fiheranana en de Onilahy.
De regio heeft een tropisch droog klimaat met temperaturen tussen de 25 en 31 °C. Het heeft een langdurig droog seizoen, ongeveer tussen mei en oktober. November tot april is het regenseizoen, met een gemiddelde jaarlijkse neerslag van 750 millimeter.

## Flora
De vegetatie in de ecoregio bestaat voornamelijk uit succulenten en andere plantensoorten die aanpassingen hebben om een lang droog seizoen te overbruggen. In de bossen komen twee soorten endemische baobab's voor, de za baobab (Adansonia za) en de baobab van Grandidier (A. grandidieri). Andere soorten bomen en struiken komen uit de families Anacardiaceae, Burseraceae, Euphorbiaceae, Leguminosae, Pachypodium en Sapindaceae.

## Fauna
De regio huisvest dieren die voorkomen in het doornig struikgewas en de droge loofbossen, maar ook veel diersoorten die endemisch zijn voor deze regio en zich zodanig hebben aangepast aan deze omgeving dat ze nergens anders kunnen overleven. Vooral de bossen in het nationaal park Zombitse Vohibasia en bossen langs de rivieren de Tsiribihina en de Mangoky hebben een hoog endemisch gehalte.

### Zoogdieren
De succulente boslanden vormen het leefgebied van verschillende soorten lemuren, waarvan drie soorten endemisch zijn in deze regio, namelijk de vorkstreepmaki (Phaner furcifer), de roodstaartwezelmaki (Lepilemur ruficaudatus) en de muismaki-soort Microcebus berthae. Bijna endemisch in deze ecoregio is de coquereldwergmaki (Mirza coquereli), andere lemuursoorten zijn onder andere de vetstaartkatmaki (Cheirogaleus medius), de verreauxsifaka (Propithecus verreauxi) en de roodkopmaki (Eulemur rufus).
Andere endemische zoogdieren in de regio zijn de madagaskarreuzenrat (Hypogeomys antimena) en de smalstreepmangoest (Mungotictis decemlineata). De aardtenrek (Geogale aurita) en de kleine egeltenrek (Echinops telfairi) zijn twee soorten tenreks die buiten de succulente boslanden zelden voorkomen op Madagaskar.

### Vogels
In de ecoregio zijn er naar schatting 60 tot 90 vogelsoorten. Apperts tetraka (Xanthomixis apperti) en de witborststeltral (Mesitornis variegata) zijn waarschijnlijk endemisch in de ecoregio. Bijna endemisch zijn de madagaskartaling (Anas bernieri), de madagaskarplevier (Charadrius thoracicus), en de langstaartgrondscharrelaar (Uratelornis chimaera). Veel van deze vogels zijn bedreigd of kwetsbaar. De roestkopcoua (Coua ruficeps) komt hier echter veelvuldig voor.

### Reptielen en amfibieën

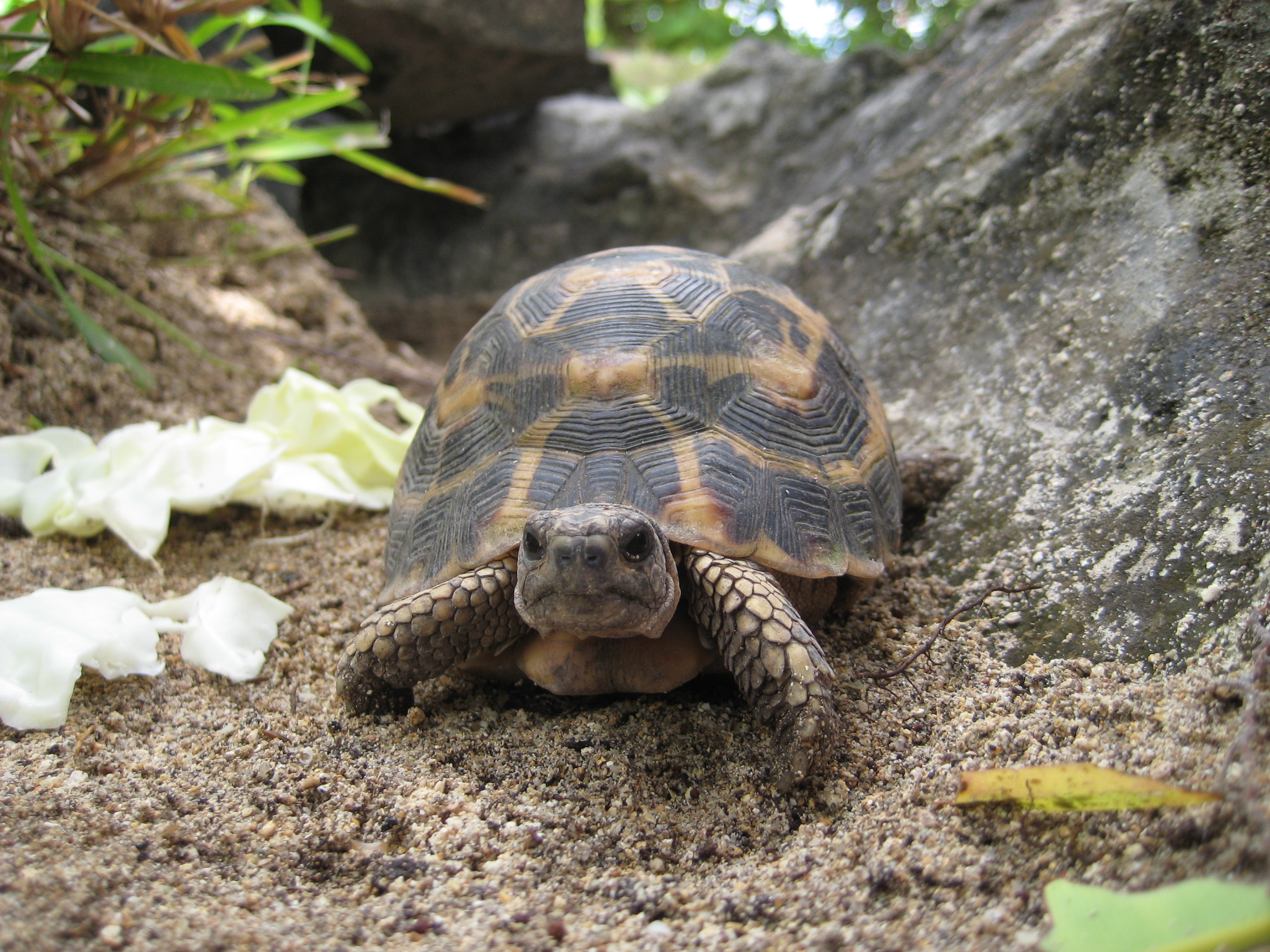
De madagaskarplatstaartschildpad komt alleen in een klein gebied van de ecoregio voor.

De ecoregio huisvest zeldzame reptielen, zoals de slangensoort Liophidium chabaudi, de skinksoort Trachylepis tandrefana en de kameleons Furcifer antimena en Brookesia brygooi. De madagaskarplatstaartschildpad (Pyxis planicauda) is endemisch in de ecoregio en heeft een zeer klein verspreidingsgebied, net als de gekkosoort Paroedura vazimba, die alleen in het nationaal park Zombitse Vohibasia voorkomt. Andere endemische dieren in de regio zijn onder andere de madagaskarleguaan (Chalarodon madagascariensis), de Madagaskar-halsbandleguaan (Oplurus cuvieri), de gekko-soort Phelsuma standingi en twee kikkersoorten, Heterixalus luteostriatus en Dyscophus insularis.

## Bevolking
De Sakalava, de Bara, de Mahafaly, de Antanosy en de Antandroy zijn de voornaamste bewoners van de ecoregio. In het zuidwesten, waar de ecoregio grenst aan die van het doornig struikgewas, ligt het Mikea-bos, een bos waar de Mikea (een subclan van de Sakalava) een verborgen bestaan leiden.

## Bedreiging en conservatie

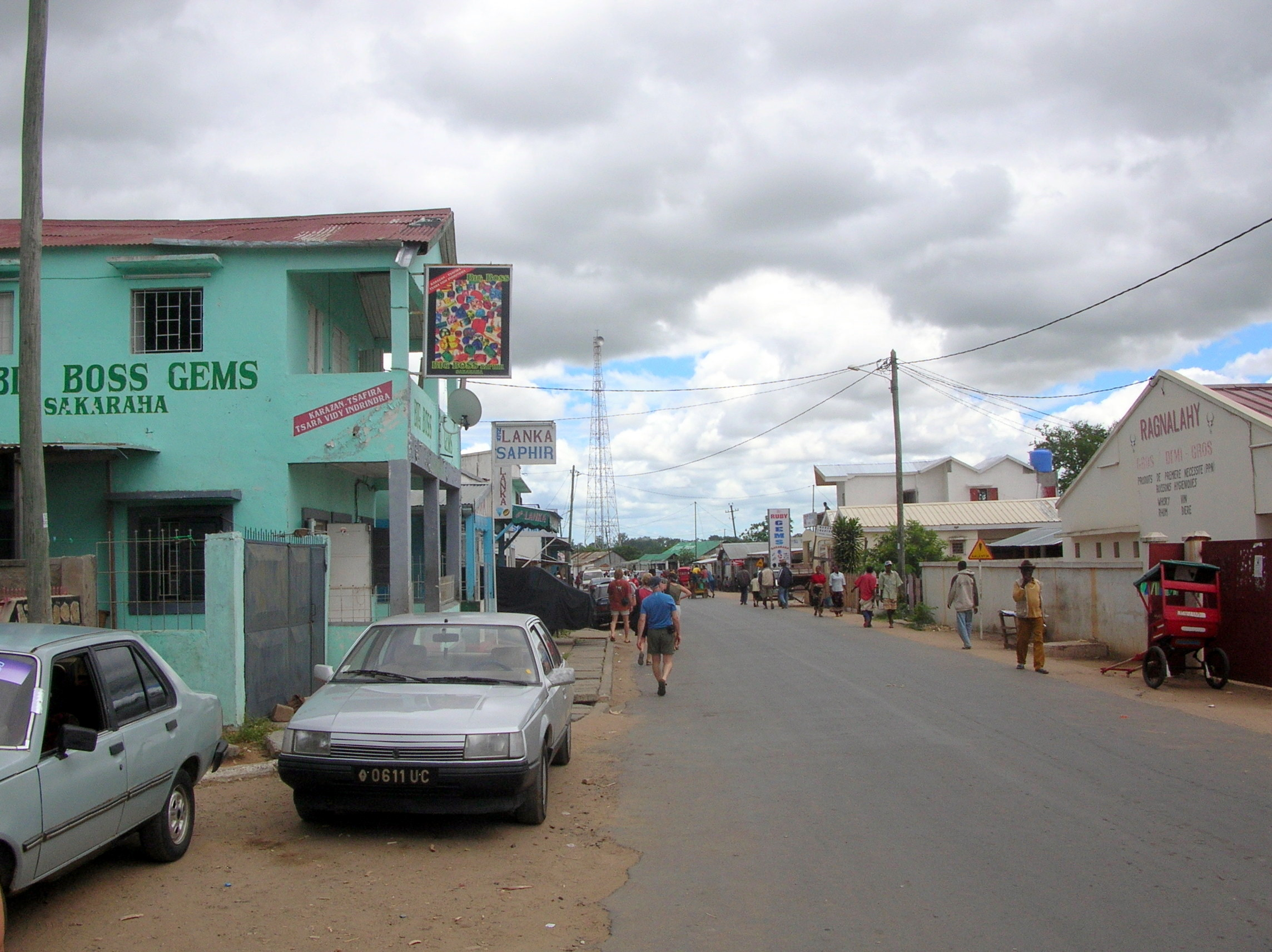
De stijgende bevolkingsdichtheid vormt een grote bedreiging voor de ecoregio. Op de foto een straat in de stad Sakaraha.

De bevolkingsdichtheid in deze regio wordt steeds groter, wat diverse bedreigingen voor de ecoregio met zich meebrengt. Steeds meer vee en geïntroduceerde geiten grazen jonge aanplanten weg. Verder worden de succulente begroeiing en andere bossen in deze ecoregio geteisterd door bosbranden, onder andere om plaats te maken voor landbouwgrond (brandlandbouw). Ook wordt er hout gekapt voor de export, voor de productie van houtskool of om bij bijennesten te komen. Hierdoor worden de bossen gefragmenteerd, waardoor endemische dieren in de regio ernstig worden bedreigd.
Veel endemische boomsoorten zijn verdwenen uit deze bossen voor houtskoolproductie, zoals Givotia madagascariense, Cedrelopsis grevei en Commifora arofy. Hazomalania voyroni is een endemische boomsoort die alleen in deze ecoregio voorkomt en wordt op grote schaal gekapt en gebruikt als bouwhout. Naast vermindering van leefgebied is de jacht een andere grote bedreiging voor veel dieren in de ecoregio, zelfs in beschermde gebieden. Deze jagen vooral op de gewone tenrek (Tenrec ecaudatus), de palmvleerhond (Eidolon helvum), de rode vleerhond (Pteropus rufus) en de makisoort Eulemur rufifrons.
In de ecoregio liggen een aantal beschermde gebieden, zoals de nationale parken Zombitse Vohibasia en Kirindy Mitea, het Andranomenareservaat en Kirindy Forest, een privé-reservaat. In sommige gebieden wordt echter nog steeds illegaal gekapt en samen beslaan deze beschermde gebieden slechts een klein deel van de totale oppervlakte van de ecoregio. Het Mikea-bos is voor veel diersoorten een belangrijk leefgebied, maar dit bos is niet beschermd.